# Fernando Augusto Borges
Fernando Augusto Borges (Santa Bárbara (Angra do Heroísmo), 16 de março de 1880 — Lisboa, 30 de julho de 1949) foi um político e militar do Exército Português, onde atingiu o posto de general, apoiante do sidonismo e do regime saído da Revolução Nacional. Exerceu diversos cargos de grande importância político-militar, entre eles o de Delegado Especial do Governo da República nas Ilhas Adjacentes no período que se seguiu à Revolta das Ilhas, em cujo esmagamento a sua acção foi determinante. Colaborou em diversos jornais e dedicou-se à historiografia militar, em especial estudando temas referentes aos Açores. Foi irmão do também militar e político Domingos Augusto Borges.

## Biografia
Nasceu na freguesia de Santa Bárbara, na costa sudoeste da ilha Terceira. Alistou-se como voluntário em 1897, com 18 anos de idade, frequentando a Escola do Exército, onde concluiu o curso de Infantaria no ano de 1900. Foi nesse ano promovido a alferes, iniciando uma carreira que o levou a tenente em 1908, capitão em 1912, major em 1917; tenente-coronel, nesse mesmo ano; coronel em 1926; e brigadeiro e general em 1938. No posto de capitão, nos de 1912-1913, frequentou o curso de Estado-Maior.
Como jovem tenente foi colocado na guarnição do Castelo de São João Baptista do Monte Brasil, em Angra do Heroísmo, tendo nos anos de  1907 e 1908 acumulado com as funções de professor provisório do Liceu Nacional de Angra do Heroísmo, establecimento de que foi secretário.
Com pendor ideológico conservador e adepto do nacionalismo, a que aliava uma adesão esteita ao catolicismo, iniciou a sua carreira política como apoiante do sidonismo, distinguindo-se durante o governo de Sidónio Pais ao exercer as funções de chefe de gabinete do Secretário de Estado da Guerra, designação então adoptada para o correspondente cargo ministerial do 16.º governo da República. Com a entrada de Portugal como beligerante na Primeira Guerra Mundial, em 1918, sendo ao tempo tenente-coronel, foi nomeado director da censura militar à imprensa.
Apoiante do golpe de 28 de maio de 1926, esteve próximo do governo da Ditadura Nacional, o que levou a que na primavera de 1931 fosse encarregado de comandar as forças expedicionárias enviadas para as Ilhas Adjacentes para combater a Revolta das Ilhas. Conseguiu sem dificuldade de maior a completa rendição dos revoltosos, o que levou a que fosse nomeado, pelo Decreto n.º 19559, de 6 de abril de 1931, como delegado especial do governo nas Ilhas Adjacentes, cargo que exerceu com grande eficiência, conseguindo em pouco tempo a pacificação das ilhas. 
Considerado um militar da confiança do regime, em 1932 foi nomeado chefe do Estado-Maior do Governo Militar de Lisboa, cargo que exerceu até 1935, ano em que foi nomeado comandante do Regimento de Infantaria n.º 11.
Entretanto, após a entrada em vigor da Constituição Portuguesa de 1933, e a consequente institucionalização do Estado Novo, em 1934 foi escolhido para deputado na primeira legislatura da Assembleia Nacional, em funções de 10 de janeiro de 1935 a 28 de abril de 1938.
Em 1938 foi nomeado comandante da Região Militar de Coimbra, sendo transferido para igual cargo na Região Militar do Porto em 1939. Em 1941 foi nomeado  ajudante general do Exército, cargo que exerceu até ao limite de idade.
Voltou a ser escolhido para deputado à Assembleia Nacional, em representação do círculo do Distrito Autónomo de Angra do Heroísmo (embora em lista única nacional, pois ao tempo tinham sido abolidos os círculos elitorais), para a 3.ª legislatura, em funções de 25 de Novembro de 1942 a 22 de Fevereiro de 1945. 
Distinguiu-se também como jornalista, mantendo a partir de 1904 colunas em A União, de Angra do Heroísmo, e o Correio dos Açores, de Ponta Delgada, bem como em jornais de Lisboa e do Porto, entre os quais o Diário de Notícias (onde publicava uma página quinzenal denominada «Notícias Insulares»), o Comércio do Porto e, em particular, o Portugal, Madeira e Açores. Foi colaborador assíduo da Revista de Infantaria.
Ao longo da sua carreira recebeu a medalha de prata da Medalha de Comportamento Exemplar (1918) e medalha de Mérito Militar de 1ª Classe (1948). Foi feito grande oficial (1932) e grã-cruz (1946) da Ordem de Avis e grande oficial da Ordem de Cristo. Recebeu também a medalha de ouro da Legião Portuguesa (1940).